# Eudoksja Strieszniewa
Eudoksja Łukjanowna Strieszniewa, ros. Евдокия Лукьяновна Стрешнева (ur. 1608, zm. 18 sierpnia?/28 sierpnia 1645 w Moskwie) – caryca Rosji, żona cara Michała I Romanowa, matka cara Aleksego I Romanowa.

## Życiorys
Urodziła się jako córka Łukiana Stiepanowicza Strieszniewa wywodzącego się ze średnich dworian z Możajska i Anny Konstantinowny Wołkońskiej. 5 lutego?/15 lutego 1626 poślubiła cara Michała I, zostając jego drugą żoną. Z tego związku narodziło się trzech synów i siedem córek.
- Dzieci Eudoksji i Michała[a]:

1. Irena Michajłowna (ur. 22 kwietnia 1627, zm. 8 lutego 1679) – nie wyszła za mąż,
2. Pelagia Michajłowna (ur. 17 kwietnia 1628, zm. 25 stycznia 1629),
3. Aleksy Michajłowicz (ur. 19 marca 1629, zm. 29 stycznia 1676) – późniejszy car Aleksy I Romanow,
4. Anna Michajłowna (ur. 14 lipca 1626, zm. 27 października 1669) nie wyszła za mąż, po wstąpieniu do klasztoru przyjęła imię Anfisa,
5. Marfa Michajłowna (ur. 19 sierpnia 1631, zm. 21 września 1632),
6. Iwan Michajłowicz (ur. 1 czerwca 1633, zm. 10 stycznia 1639),
7. Zofia Michajłowna (ur. 30 września 1634, zm. 23 czerwca 1636),
8. Tatiana Michajłowna (ur. 5 stycznia 1636, zm. 24 sierpnia 1706) – nie wyszła za mąż,
9. Eudoksja Michajłowna (ur. 10 lutego 1637, zm. 10 lutego 1637),
10. Wasyl Michajłowicz (ur. 14 marca 1639, zm. 25 marca 1639).

Miejscem pierwotnego pochówku Eudoksji był monaster Wniebowstąpienia Pańskiego w Moskwie, a po jego zniszczeniu w 1929 roku szczątki zostały przeniesione do soboru św. Michała Archanioła.